# Pantsermuseum Munster
Het Pantsermuseum Munster (Duits: Deutsches Panzermuseum Munster) is gevestigd in Munster, Duitsland. In de collectie van het museum zijn opgenomen tanks, pantservoertuigen en enkele vrachtwagens die in gebruik zijn geweest bij het Duitse leger vanaf 1917. Hieronder vallen ook Russische voertuigen die gebruikt zijn door het Oost-Duitse leger.

## Beschrijving
Het museum heeft een uitgebreide collectie van meer dan 150 tanks, pantservoertuigen en vrachtwagens en verder veel kanonnen, vuurwapens en uniformen die vanaf 1917 zijn gebruikt door het Duitse leger. Het zijn voertuigen die in eigen land zijn ontwikkeld en geproduceerd, maar ook materiaal dat na de Tweede Wereldoorlog is gekocht van de Verenigde Staten. Er staan ook voertuigen van de Nationale Volksarmee (NVA) waaronder veel materieel geleverd door de Sovjet-Unie.
Het oudste voertuig in de collectie is een replica van de A7V, de eerste tank die door Duitsland werd gebouwd en ingezet tijdens de Eerste Wereldoorlog. 
Uit de Tweede Wereldoorlog staan er exemplaren van de Panzerkampfwagen I, II, III, IV, 38(t), Panther, Tiger I, Tiger II, Sturmpanzer VI en de pantserhouwitser Wespe.
Van de periode na de Tweede Wereldoorlog kreeg de Bundeswehr aanvankelijk Amerikaans materiaal zoals de M48 Patton tank, maar nam het ook zelf de productie in de hand. Er staat een HS 30 infanteriegevechtsvoertuig, een van de eerste eigen ontwerpen voor de Bundeswehr, en een uitgebreide collectie van Leopard tanks ontbreekt niet. Van de NVA staan er voertuigen als de Russische T-34, de tankjager SU-100 en de T-62.

## Fotogalerij

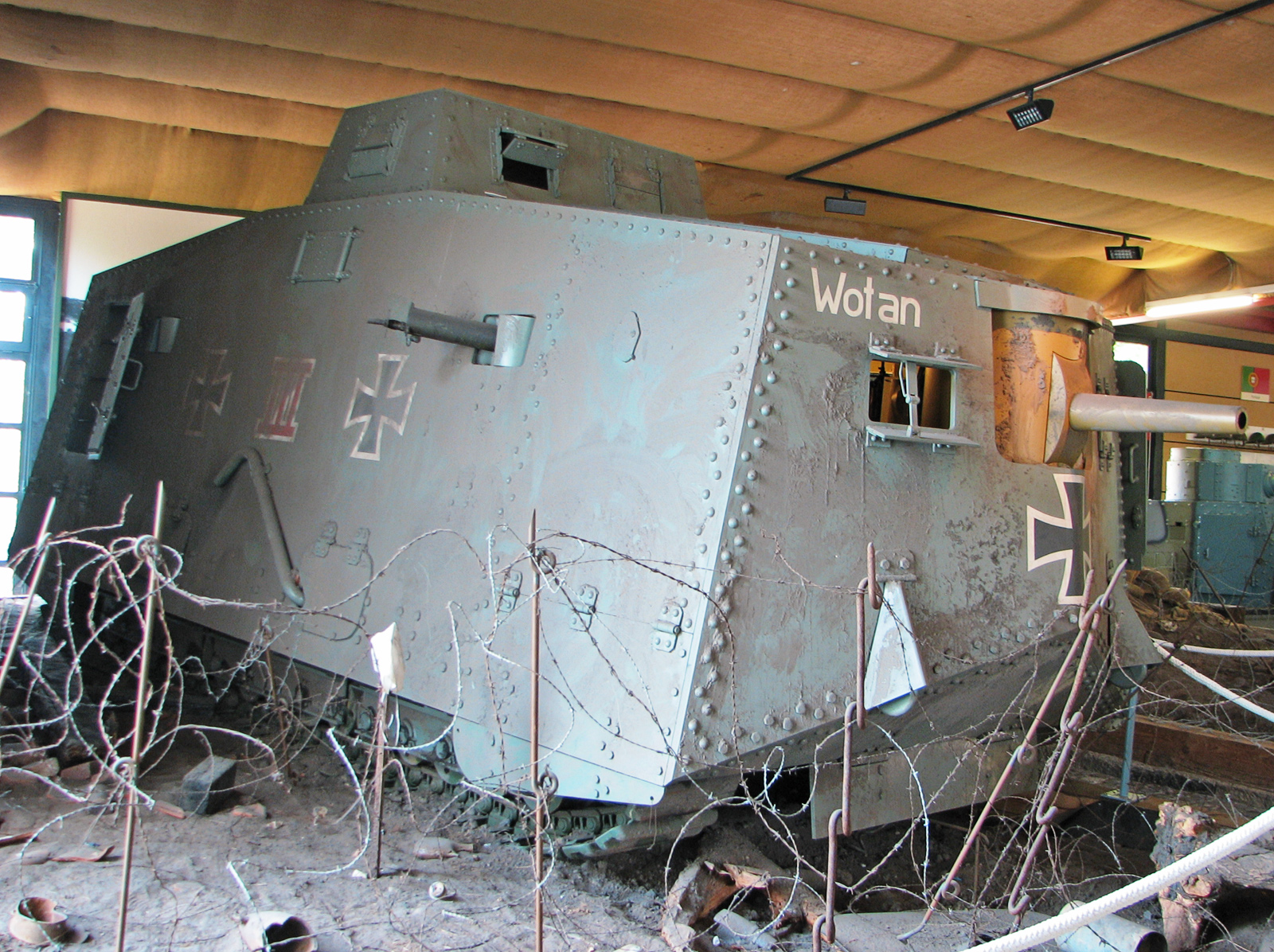
A7V (replica)
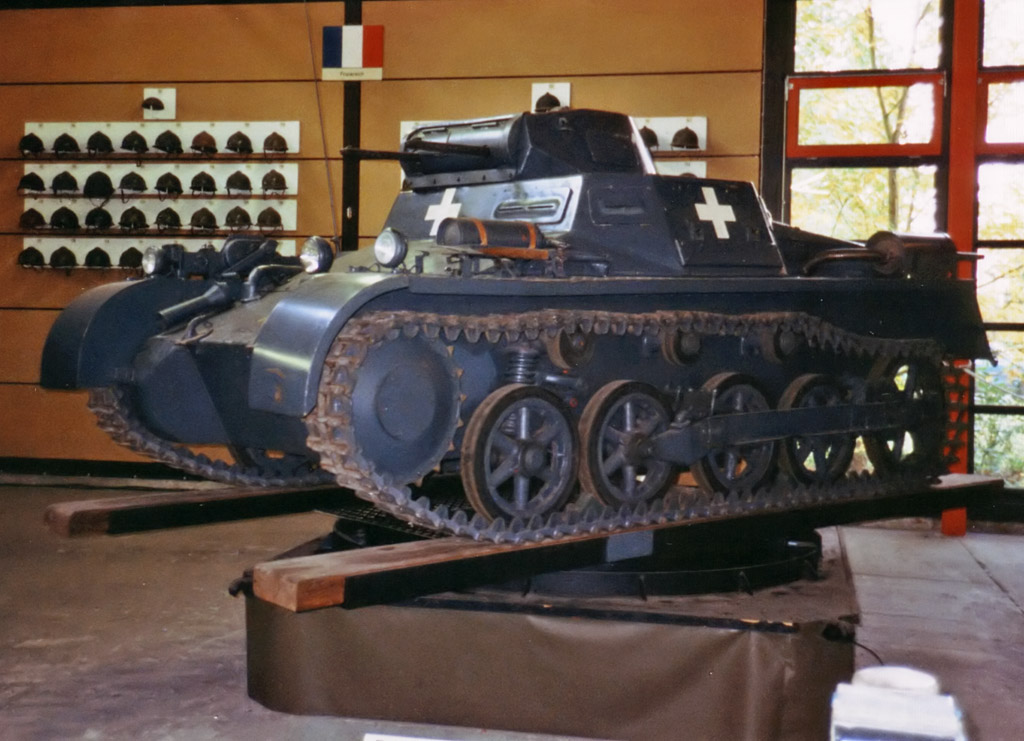
Panzer I, Mark A op een draaitafel
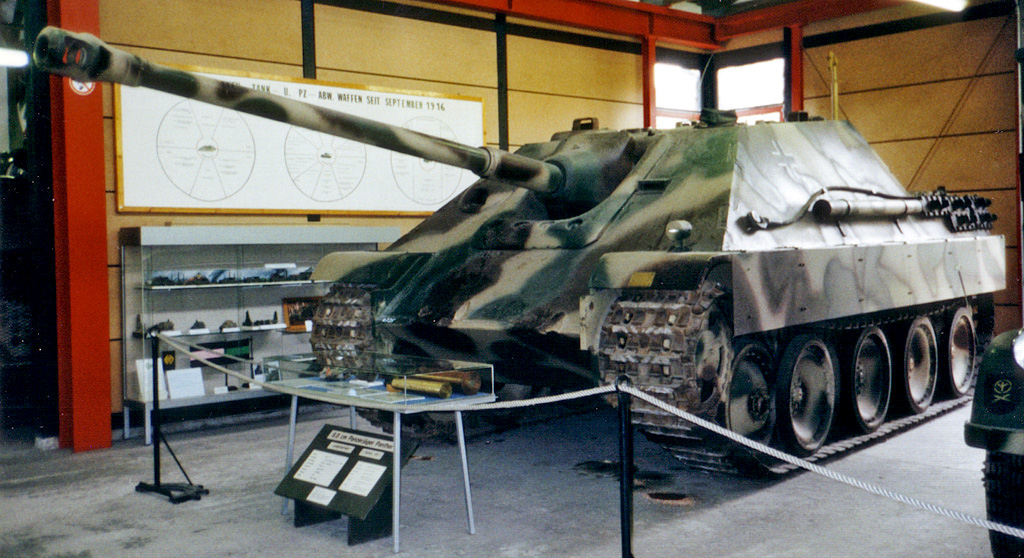
Jagdpanzer V (Jagdpanther)
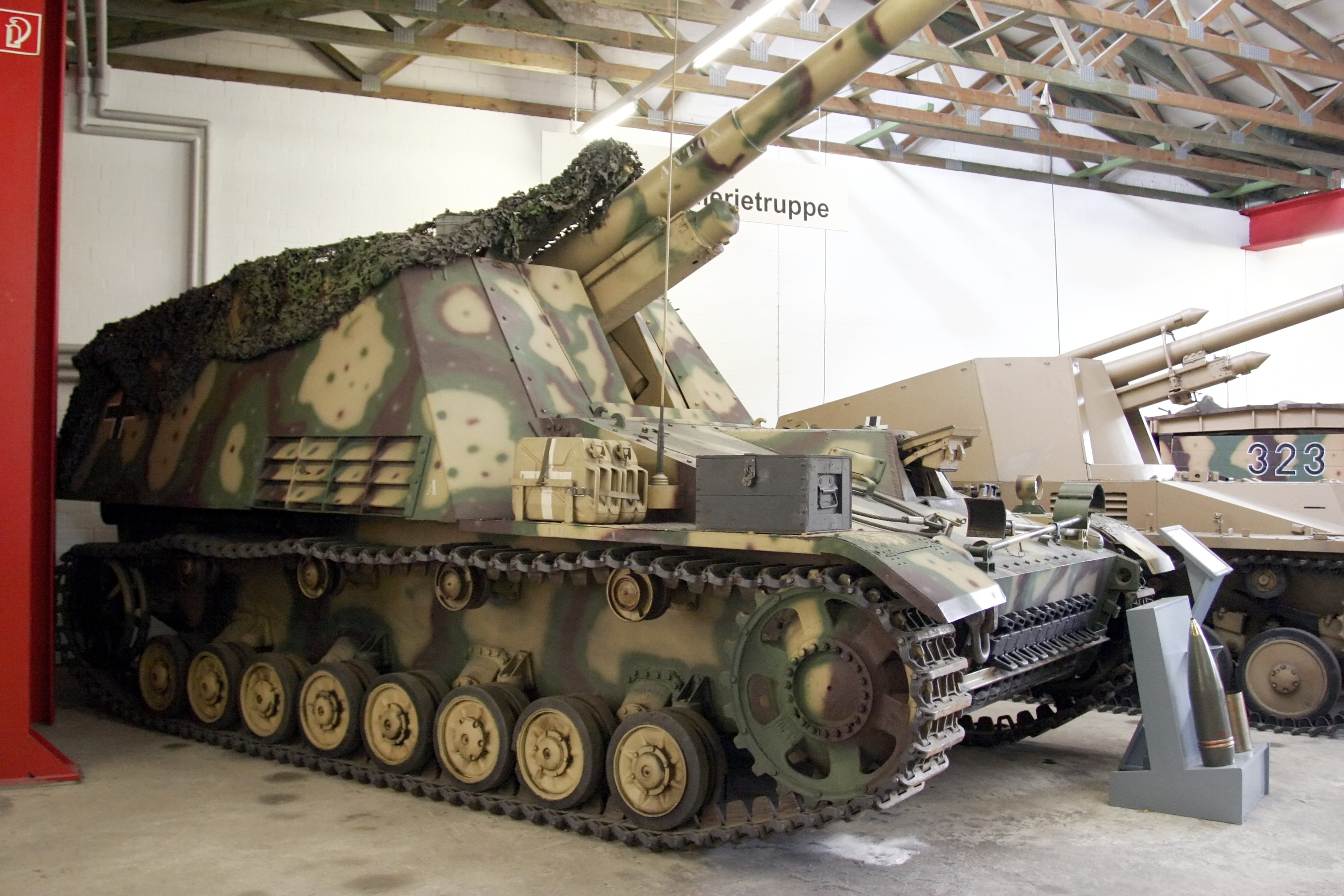
Gemechaniseerde artillerie Hummel
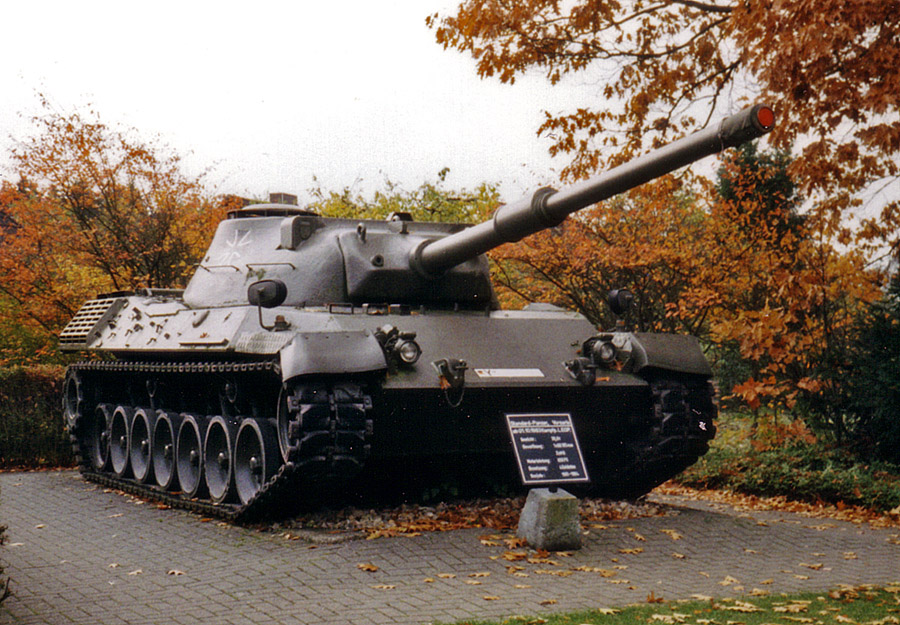
Leopard I (prototype no 2)
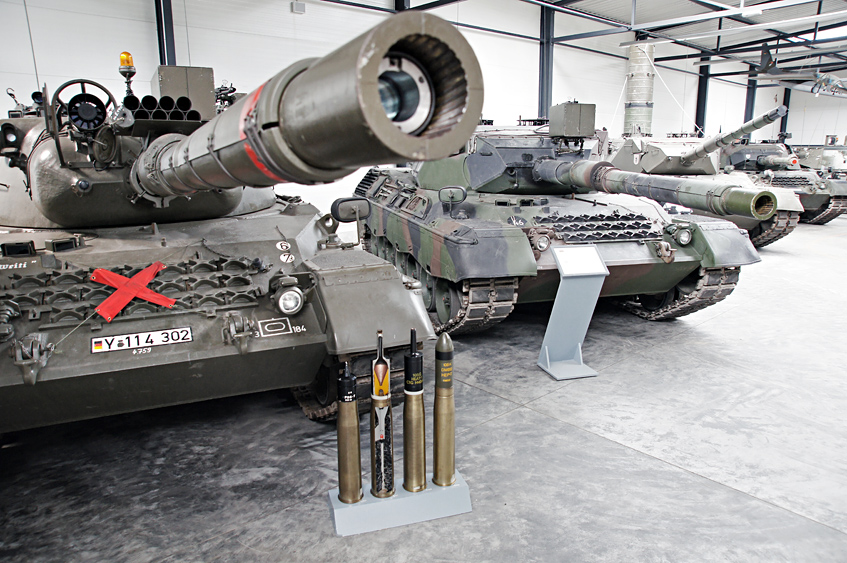
Diverse Leopard tanks op een rij